# Uniwersytet Techniczny w Wiedniu
Uniwersytet Techniczny w Wiedniu (niem. Technische Universität Wien, TUW) – politechnika z siedzibą w Wiedniu, będąca największą uczelnią techniczną w Austrii.

## Historia
Został założony w 1815 jako Cesarsko-Królewski Instytut Politechniczny (niem. k.k. polytechnisches Institut) przez Franciszka I, w 1872 został przemianowany na Wyższą Szkołę Techniczną (niem. Technische Hochschule), a obecną nazwę nosi od 1975 roku.
Obecnie (2009) TUW kształci ponad 20 tys. studentów na ośmiu wydziałach:
- Architektury i Planowania Przestrzennego,
- Budownictwa,
- Elektrotechniki i Technologii Informacyjnej,
- Informatyki,
- Inżynierii Mechanicznej i Nauk o Przemyśle,
- Matematyki i Geoinformacji,
- Fizyki,
- Chemii Technicznej.

Na wiedeńskiej politechnice pracuje ok. 3,5 tysiąca osób, z czego 2,5 tysiąca to kadra naukowa. Rektorem od 1991 do 2011 był Peter Skalicky. Obecnym rektorem jest Jens Schneider. 
Większość budynków uniwersyteckich znajduje się w czwartej dzielnicy Wiednia, Wieden, na południowy zachód od historycznego centrum. Główną siedzibą jest XIX-wieczny klasycystyczny gmach przy Karlsplatz 13.

## Absolwenci
| - Herbert Boeckl - Arnold Bolland - Adam von Burg - Constantin von Economo - Paul Ehrenfest - Władysław Ekielski - Friedrich Ignaz Edler von Emperger - Max Fabiani - Ferdinand Fellner - Heinz von Foerster - Josef Frank - Andrzej Galica - Adolph Giesl-Gieslingen - Ferdynand Goetel - Karl Gölsdorf - Ludwig Greiner - Edmund Hlawka - Carl Junker - Emil Kaliński - Alfred Kamienobrodzki - Viktor Kaplan - Wiktor Karger - Fritz Lang | - Walter Lüftl - Ferdinand Mannlicher - Stanisław Mazurkiewicz - Zdzisław Mączeński - Milutin Milanković - Richard von Mises - Boris Nemšić - Stefan Norris - Wenczesław Poniż - Herman Potočnik - Johann Joseph von Prechtl - Stanisław Pruszyński - Tivadar Puskás - Joseph Ludwig Raabe - Roland Rainer - Wincenty Rawski - Ferdinand Redtenbacher - Johann Rihosek - Stanisław Rola-Arciszewski - Tadeusz Rutowski - Władysław Sadłowski - Hans Sedlmayr - Karol Skibiński | - Irfan Škiljan - Otto Skorzeny - Otto Soyka - Rudolf Steiner - Josef Strauss - Władysław Szajnocha - Maksymilian Thullie - Bolesław Tołłoczko - Leopold Vietoris - Ivan Vurnik - Jan Kacper Wdowiszewski - Ludwik Wierzbicki - Antoni Wiwulski - Alfred Zachariewicz - Julian Zachariewicz - Ludwik Zagórny-Marynowski - Jan Zawiejski - Dominik Zbrożek - Heinz Zemanek - Edmund Jan Kanty Zieleniewski - Jerzy Zwierkowski - Wawrzyniec Żmurko |

## Galeria

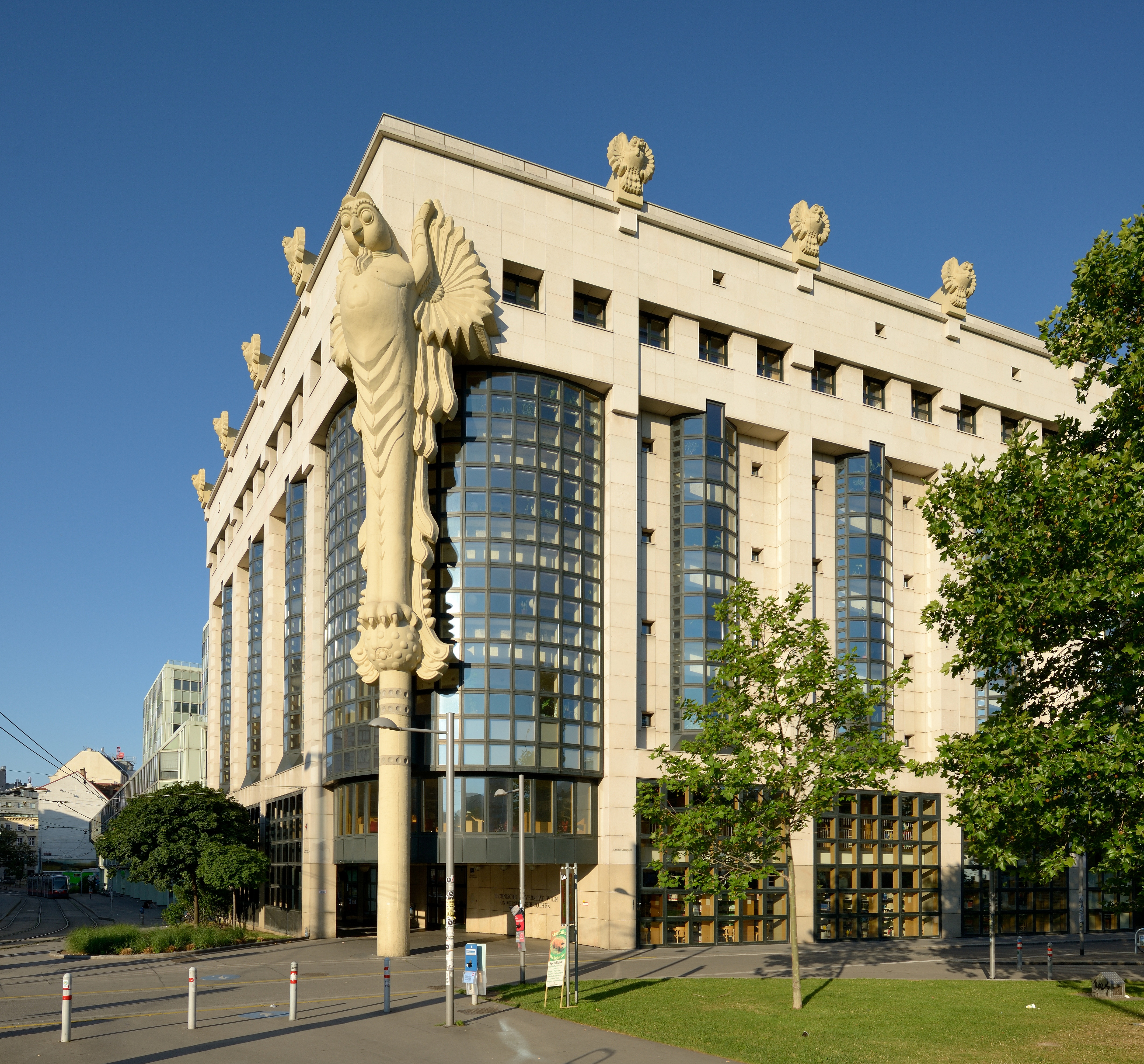
Biblioteka uniwersytecka przy Wiedner Hauptstraße 6
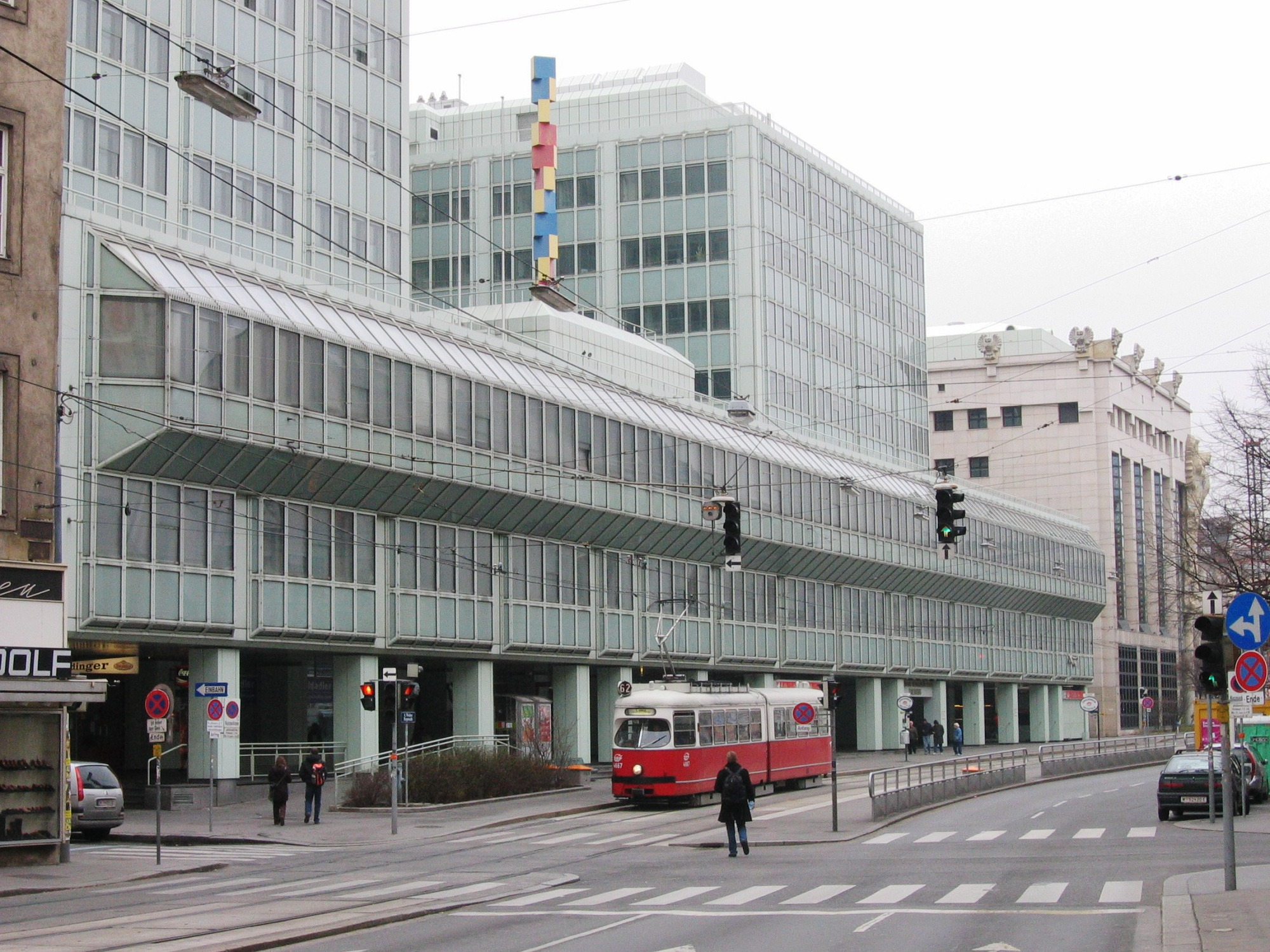
Kompleks budynków TUW przy Wiedner Hauptstraße
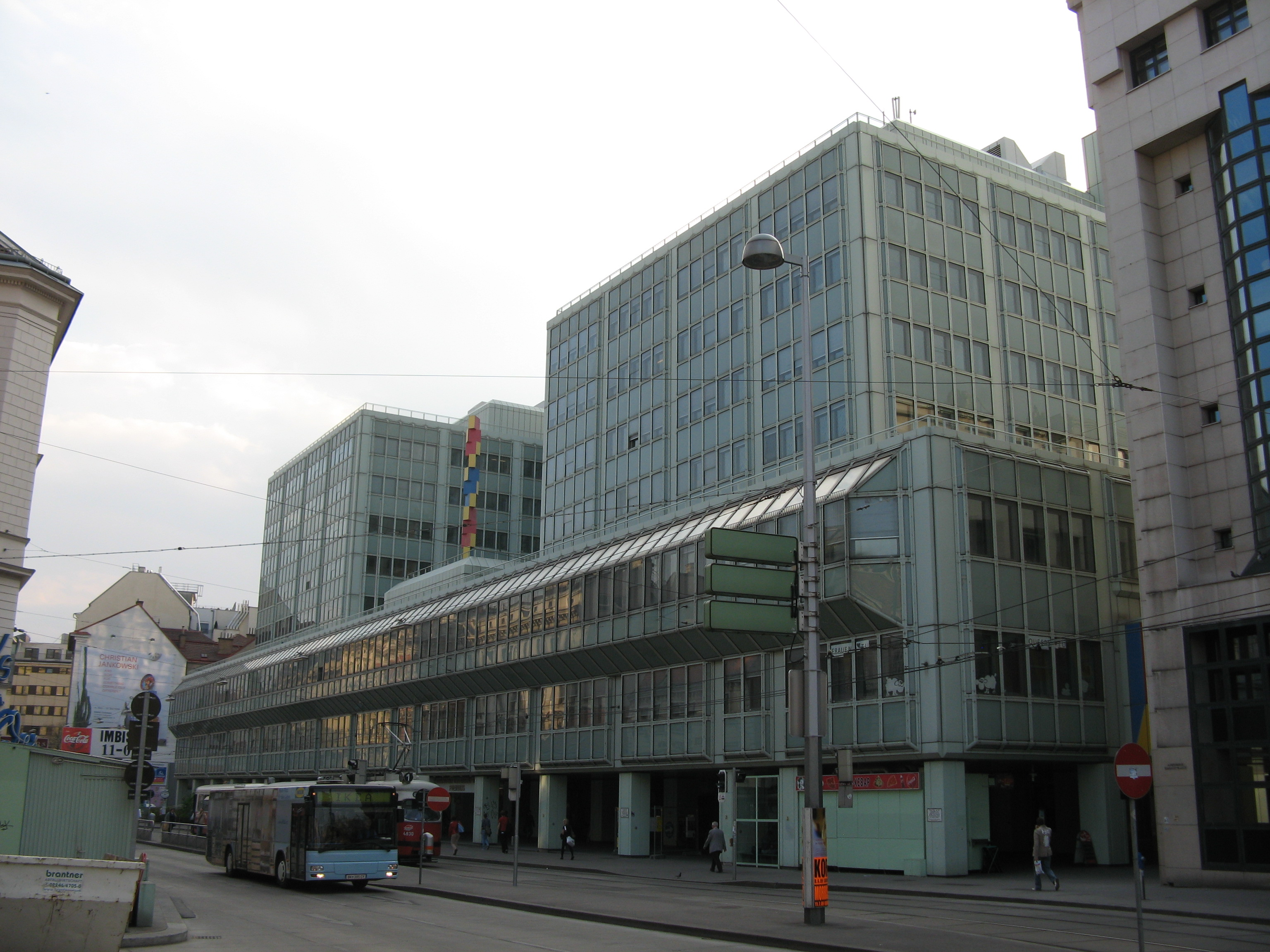
Kompleks budynków TUW przy Wiedner Hauptstraße
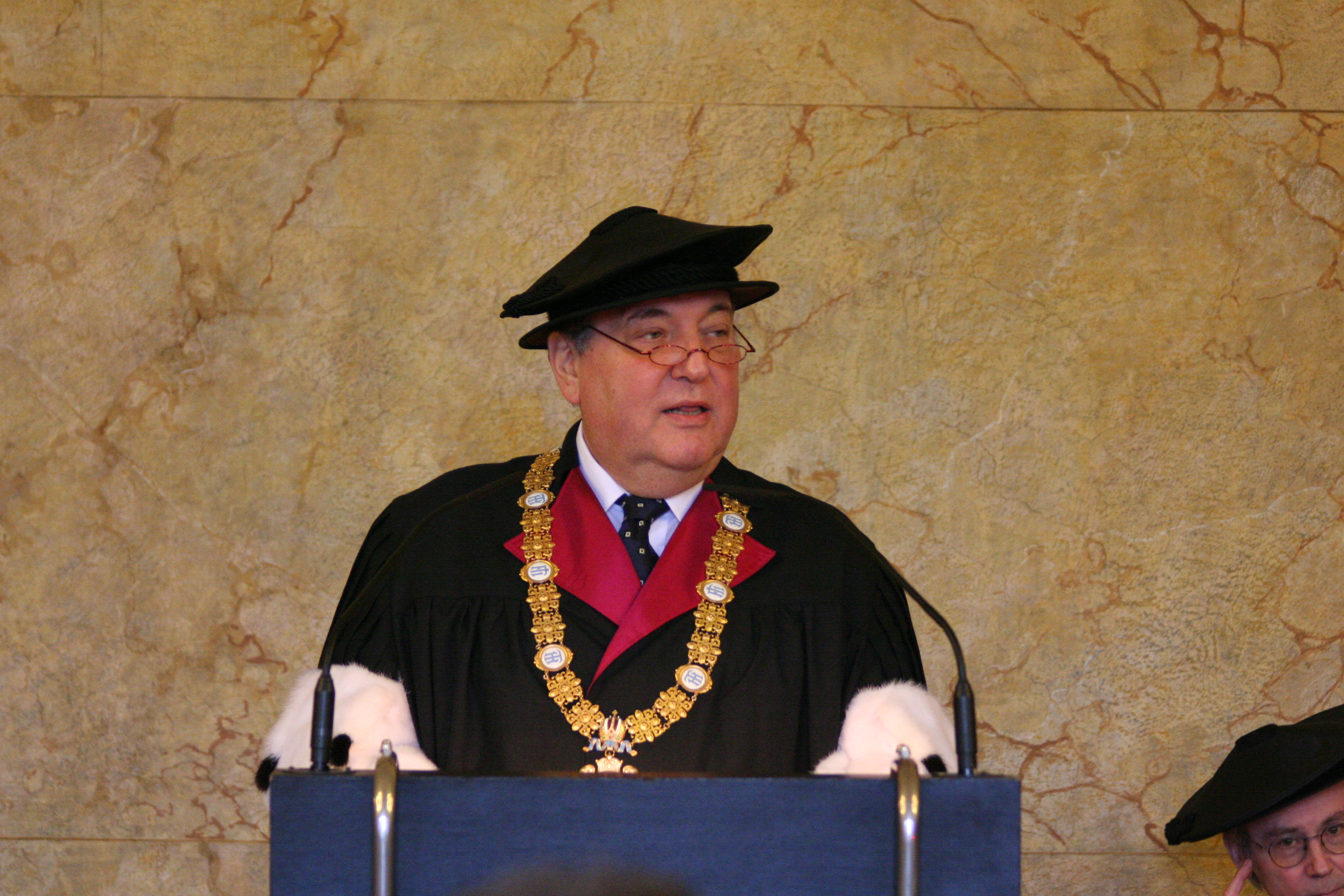
Peter Skalicky - rektor Uczelni w latach 1991-2011